# Begonia assurgens
Begonia assurgens là một loài thực vật có hoa trong họ Thu hải đường. Loài này được Irmsch. ex Weberling mô tả khoa học đầu tiên năm 1963.